# Von Siebold (geslacht)

Von Siebold is een geslacht afkomstig uit Hessen-Kassel waarvan leden sinds 1842 tot de Nederlandse en sinds 1870 tot de Oostenrijkse adel behoren en welk geslacht in 1975 uitstierf.

## Geschiedenis
De stamreeks begint met Johann Siebold (1629-1696), koetsier en lijfwacht. Zijn achterkleinzoon Carl Caspar von Siebold werd in 1801 verheven in de Rijksadelstand. Zijn kleinzoon Philipp Franz Balthasar von Siebold (1796-1866) werd bij Koninklijk Besluit van 17 november 1842 ingelijfd in de Nederlandse adel. In 1870 en 1889 werden twee zonen van de laatste door keizer Frans Joseph van Oostenrijk verheven tot Freiherr. Het geslacht stierf in 1975 uit.

## Enkele telgen
- Prof. dr. Carl Caspar von Siebold 1736-1807), hoogleraar medicijnen te Würzburg
  - Prof. dr. Johann Georg Christoph Siebold (1767-1798), hoogleraar medicijnen te Würzburg
    - Jhr. dr. Philipp Franz Balthasar von Siebold (1796-1866), kolonel-titulair, etnograaf, natuurkundige en ontdekkingsreiziger, naamgever van het SieboldHuis
      - Jhr. Alexander Georg Gustaf (Freiherr) von Siebold (1846-1911), tolk, vertaler en diplomaat
        - Prof. jkvr. dr. Erika Helene Henriette Wanda (Freiin) von Siebold (1890-1964), hoogleraar anglistiek
        - Jkvr. Edith Alexandra (Freiin) von Siebold (1892-1975), danslerares te New York, laatste telg

  - Barthel von Siebold (1774-1814), hoogleraar te Würzburg
  - Adam Elias von Siebold (1775-1828), gynaecoloog
    - Caspar von Siebold (1801-1861), hoogleraar gynaecologie
    - Carl von Siebold (1804-1885), arts en zoöloog